# Patricia Krenwinkel
Patricia Krenwinkel   (Los Angeles, 3 de desembre de 1947) va ser la tercera noia que va formar part del grup de seguidors de Charles Manson i es va veure involucrada en l'assassinat de Sharon Tate. El seu nom a la família era Katie.

## Biografia
Krenwinkel va néixer a Los Angeles (Califòrnia). Va estudiar a la University High School, a la Westchester High School i en un col·legi catòlic d'Alabama. Va conèixer a Charles Manson l'any 1967, i va dormir amb ell la primera nit que es conegueren.

### El Cas Tate
La nit del 9 d'agost de 1969, Manson va enviar a 4 membres de la familia Charles "Tex" Watson, Susan Atkins, Linda Kasabian i Patricia Krenwinkel. Tots ells anaren a l'antiga residència del productor musical Terry Melcher i assassinaren tothom qui era a la casa.
Als voltants de mitjanit, els 4 membres arribaren al jardí de la casa del director de cinema Roman Polanski i de la seva dona Sharon Tate. Polanski es trobava treballant a Londres en una pel·lícula i va demanar a diferents amics de la parella que estiguessin amb Tate que estava embarassada de vuit mesos i mig.
De tots els membres, Linda Kasabian va expressar el seu horror per la mort del jove i se li va ordenar vigilar els afores de la casa, mentre els altres tres hi entraven, i reunien a tots els que dormien a la casa al menjador de la residència. En aquell moment, preguntaren qui tenia diners, i després de respondre afirmativament, Abigail Folger fou portada a l'habitació perquè buidés el seu moneder. Posteriorment, tornaren tots al menjador, on augmentà l'agressivitat per part dels atacants. En un moment donat, Jay Sebring que era amic de Sharon Tate intentà defensar-la, el qual va suposar que Charles "Tex" Watson li disparés i colpejés a la cara diferents vegades. Wojciech Frykowski i Abigail Folger aconseguiren fugir fins al jardí de la casa, on foren atrapats pels seus atacants, el mateix Charles "Tex" Watson i Patricia Krenwinkel. Wojciech Frykowski va rebre 51 punyalades i dos trets, mentre que Abigail Folger va rebre 28 punyalades. Sharon Tate va romandre al menjador i va suplicar per la vida del seu fill nonat fins que va ser assassinada per Susan Atkins.

## El cas LaBianca
La nit del 10 d'agost de 1969, tan sols una nit després de la mort de Tate i els seus amics, els membres de la família tornarien a actuar al barri de Los Angeles conegut com Los Feliz. Aquest cop Charles "Tex" Watson, Patricia Krenwinkel, Susan Atkins i Leslie Van Houten.
Juntament amb Atkins i Van Houten, Krenwinkel apunyalà 41 vegades a Rosemary LaBianca, 20 d'elles un cop la dona ja era morta. Krenwinkel fou la responsable d'escriure amb una forquilla a la panxa de la morta la paraula "GUERRA" i després en sang per diferents llocs de la casa, les paraules "ALÇAMENT" i "MORT ALS PORCS" a les parets i "HEALTER SKELTER" a la nevera.

## Sentència
Susan Atkins i Patricia Krenwinkel foren condemnades per les mateixes causes, igual que Charles "Tex" Watson tot i que en dates diferents degut a problemes amb l'extradició. Igualment, tots ells foren condemnats a morir. La pena capital però, fou automàticament commutada el 1972 per cadena perpètua, quan el tribunal superior de Califòrnia va anul·lar la pena de mort a l'estat i va commutar totes les condemnes a mort per cadena perpètua. Quan es va preguntar als culpables si es penedien dels seus actes digueren que no.
Actualment, es troba reclosa a la California Institution for Women, a Califòrnia, i la llibertat condicional li va ser denegada en audiència el 2004, perquè, segons el tribunal, continua sent "un risc inacceptable per a la seguretat pública". Se li ha denegat la llibertat condicional tretze vegades. L'última audiència fou el 2011, i es va dictaminar que continuaria a la presó almenys set anys més. El tribunal van dir que ho havien decidit pel record dels crims, i per 80 cartes que havien arribat de tot el món demanant que continués a la presó.